# Sideritis atlantica
Sideritis atlantica là một loài thực vật có hoa trong họ Hoa môi. Loài này được Pomel miêu tả khoa học đầu tiên năm 1874.